# Constance van Montcada
Constance van Montcada (circa 1241 — 26 april 1310) was van 1273 tot aan haar dood burggravin van Marsan en van 1284 tot aan haar dood titulair gravin van Bigorre. Ze behoorde tot het Huis Montcada.

## Levensloop
Constance was de oudste dochter van burggraaf Gaston VII van Béarn en burggravin Martha van Marsan. 
Op 23 maart 1260 huwde ze in Calatayud met Alfons van Aragón, oudste zoon en erfgenaam van koning Jacobus I van Aragón. Amper drie dagen na het huwelijk stierf Alfons. Vervolgens werd ze in 1266 verloofd met Manuel van Castilië, zoon van koning Ferdinand III van Castilië en weduwnaar van Constances schoonzus Constance van Aragón. In Sevilla werd het huwelijkscontract ondertekend, waarbij Constances zus Guillemette verloofd werd met Manuels zoon Alfons. Uiteindelijk kwam er niets van de arrangementen en vond het huwelijk niet plaats. 
In 1268 werd ze verloofd met Hendrik van Almain, zoon van graaf Richard van Cornwall. Op 5 mei 1269 vond hun huwelijk plaats in Windsor Castle. Haar tweede huwelijk duurde slechts korte tijd, aangezien Hendrik het huwelijk hetzelfde jaar nog liet ontbinden. 
In 1279 huwde ze met haar derde echtgenoot, graaf Aymon II van Genève. Dit huwelijk was gearrangeerd door Constances stiefmoeder Beatrix van Savoye, vrouwe van Faucigny. Aymon II stierf een jaar na het huwelijk. Omdat haar drie huwelijken slechts korte tijd duurden, bleef Constance kinderloos.
In 1273 volgde ze haar moeder op als burggravin van Marsan. Via haar moeder verwierf Constance ook een claim op het graafschap Bigorre. De strijd om Bigorre was begonnen in 1251, toen haar Constance grootmoeder langs moederkant Petronella van Bigorre kort voor haar overlijden graaf van Leicester Simon van Montfort aanstelde als gouverneur van Bigorre. Na het overlijden van Petronella weigerde Simon Bigorre over te dragen aan Constances tante Alix van Montfort. Met de assistentie van Constances ouders kon Alix haar moeder opvolgen als gravin van Bigorre. Er brak vervolgens een rustige periode aan, totdat Alix' zoon Eschivat van Chabanais in 1283 stierf. Na het overlijden van Eschivat claimde Constance het graafschap Bigorre, evenals Eschivats zus Laura. Constance werd bijgestaan door haar vader Gaston, die Bigorre aanviel. Koning Eduard I van Engeland, de suzerein van Bigorre, wilde niet dat Bigorre en Béarn verenigd werden en stelde Jan van Grailly aan als plaatselijke generaal, die erin slaagde om Gaston te verdrijven. Constance reageerde door de hulp van koning Filips IV van Frankrijk in te roepen, die haar hele familie naar zijn hof riep om de situatie te bespreken. Uiteindelijk werd Bigorre door Filips IV geannexeerd, waarna het voortaan deel uitmaakte van het koninklijk domein. 
Haar vader Gaston had enkel vier dochters. Hij stelde niet Constance aan als erfgename, maar wel zijn tweede dochter Margaretha en haar echtgenoot, graaf Rogier Bernard III van Foix. Dit werd echter betwist door zijn derde dochter Martha, die gehuwd was met graaf Gerold VI van Armagnac. Gaston besloot daarom zijn vierde dochter Guillemette aan te stellen als erfgename, waardoor de erfrechten van zowel Constance, Margaretha als Martha omzeild werden. Kort voor zijn dood in 1290 zorgden disputen ervoor dat Gaston Constance alsnog aanstelde als erfgename, maar na het overlijden van haar vader stond Constance het burggraafschap Béarn onmiddellijk af aan haar zus Margaretha en diens echtgenoot Rogier Bernard III van Foix. Constance deed dit omdat Margaretha in tegenstelling tot haar wel nakomelingen had. 
Constance stierf in april 1310, amper drie dagen na het overlijden van haar stiefmoeder Beatrix van Faucigny. Het burggraafschap Marsan werd geërfd door haar jongere zus Margaretha.